# Жертва науки
«Жертва науки» («Teaduse ohver») — радянський художній фільм 1981 року, знятий режисером Валентином Куйком на кіностудії «Талліннфільм».

## Сюжет
За мотивами однойменної новели відомого югославського письменника Бранислава Нушича. Сатирична кінокомедія про одноманітне, нудне і багато в чому безглузде життя дрібних чиновників у якомусь провінційному місті. Дія фільму відбувається на початку ХХ століття. Пан Пайо — безцінний працівник канцелярії повітової управи, він може назвати напам'ять номер і число видання будь-якого наказу та постанови. Несподівана зустріч з учителем гімназії змінює все його спокійне, розмірене життя. Пайо дізнається про теорію походження людини Дарвіна, і тепер його голову займають лише думки про те, що всі люди походять від мавпи.

## У ролях
- Енн Клоорен — Пайо (дублював О. Кожевников)
- Айре Йохансон — Мійя
- Петро Волконський — професор
- Антс Андер — Куубен
- Міхкель Мутт — Війл
- Фердінанд Кала — барон
- Ельдор Вальтер — Юхансон
- Каарел Тоом — повітовий начальник
- Кайре Куусік — секретарка
- Лембіт Ульфсак — Бруно
- Хейккі Харавее — старий професор
- Олексій Таммісте — епізод
- Едвард Оя — двірник
- Ролф Уусвялі — органіст
- Рене Реканд — епізод
- Ендель Пиибаль — епізод
- Рейн Мальмстен — епізод
- Віктор Ланберг — офіцер
- Майє Мягі — Пауліна, прачка
- Самуель Тяягер — шинкар
- Р. Веелма — епізод
- Рут Курве — Лійса
- Епп Стейнберг — дама
- Лаурі Карк — епізод
- Маре Таймре — дама
- Отт Ардер — епізод
- Марина Щербакова — дама
- Матті Нууде — епізод
- Олена Симонова — дама
- Матті Міліус — епізод
- Ану Пруулі — Леск
- Тамара Вяйко — епізод
- Олексій Павленко — хлопчик
- Еріх Рейн — епізод

## Знімальна група
- Режисер і сценарист — Валентин Куйк
- Оператор — Валерій Блінов
- Композитор — Ханс Хіндпере
- Художник — Андо Кесккюла